# كريستيان مولر (لاعب كرة قدم)
كريستيان مولر (بالألمانية: Christian Müller)‏ (و. 1984  م) هو لاعب كرة قدم، من ألمانيا، ولد في برلين، يلعب كلاعب وسط.

## روابط خارجية
- كريستيان مولر على موقع قاعدة بيانات كرة القدم.إي يو (الإنجليزية)
- كريستيان مولر على موقع بيانات كرة القدم. دي إي (الألمانية)
- كريستيان مولر على موقع Soccerway.com (الإنجليزية)
- كريستيان مولر على موقع عالم كرة القدم.نت (الإنجليزية)